# كلايف أنطوني ستاس
كلايف أنطوني ستاس مواليد 1938 (بالإنجليزية: Clive Anthony Stace)‏ هو عالم نبات بريطاني.